# Jon Istad
Jon Istad (* 29. Juli 1937 in Voss; † 17. Mai 2012) war ein norwegischer Biathlet.
Mit der norwegischen Staffel gewann er bei den Olympischen Winterspielen 1968 in Grenoble die Silbermedaille über 4 × 7,5 Kilometer im Biathlon. Bei den Biathlon-Weltmeisterschaften 1966 holte er über 20 Kilometer die Goldmedaille und wurde damit Weltmeister.
Sein Sohn Sverre Istad war ebenso wie seine Nichte Gro Marit Istad-Kristiansen erfolgreicher Biathlet.

## Belege
1. ↑  Rolf Bryhn: Jon Istad. In: Store norske leksikon. 3. März 2020 (norwegisch, snl.no [abgerufen am 4. September 2020]).

| Personendaten    | Personendaten         |
| ---------------- | --------------------- |
| NAME             | Istad, Jon            |
| KURZBESCHREIBUNG | norwegischer Biathlet |
| GEBURTSDATUM     | 29. Juli 1937         |
| GEBURTSORT       | Voss                  |
| STERBEDATUM      | 17. Mai 2012          |